# Squaliforma
Squaliforma is een geslacht van straalvinnige vissen uit de familie van de harnasmeervallen (Loricariidae).

## Soorten
- Squaliforma annae (Steindachner, 1881)
- Squaliforma biseriata (Cope, 1872)
- Squaliforma emarginata (Valenciennes, 1840)
- Squaliforma gomesi (Fowler, 1942)
- Squaliforma horrida (Kner, 1854)
- Squaliforma phrixosoma (Fowler, 1940)
- Squaliforma squalina (Jardine, 1841)
- Squaliforma scopularia (Cope, 1871)
- Squaliforma tenuicauda (Steindachner, 1878)
- Squaliforma tenuis (Boeseman, 1968)
- Squaliforma villarsi (Lütken, 1874)
- Squaliforma virescens (Cope, 1874)